# Cayo Claudio Sabino
Cayo Claudio Sabino Irregilense  fue un político romano del siglo V a. C. perteneciente a la gens Claudia.

## Familia
Claudio Sabino fue miembro de los Claudios Crasos,  una familia patricia de la gens Claudia. Fue hijo de Apio Claudio Sabino y hermano de Apio Claudio Craso.

## Carrera pública
Obtuvo el consulado en el año 460 a. C., el año en el Apio Herdonio asaltó el monte Capitolino. Posteriormente se opuso a la propuesta de aumentar el número de los tribunos de la plebe  y fue un candidato fallido a la dictadura.
Aunque un firme defensor de la aristocracia, advirtió a su sobrino, el decenviro Apio Claudio Craso, contra un uso desmedido de su poder. Sus advertencias resultaron inútiles, y se retiró a Regillum, pero volvió a defender al decenviro Apio Claudio Craso, cuando su autoridad fue impugnada. Tras la muerte de su sobrino, se tomó venganza en los cónsules Marco Horacio Barbato y Lucio Valerio Potito oponiéndose a su petición de un triunfo.
En el año 445 a. C. se opuso a la aprobación de la Lex Canuleia, la cual permitía el matrimonio entre patricios y plebeyos y defendiendo la propuesta de armar a los cónsules en contra de los tribunos de la plebe. Según Dionisio de Halicarnaso, sin embargo, él mismo propuso la elección de los tribunos consulares, un cuerpo colegiado de magistrados para sustituir a los cónsules que daba acceso a las magistraturas superiores a los plebeyos.